# (308635) 2005 YU55
(308635) 2005 YU55 ist ein erdnaher und potentiell für die Erde gefährlicher Asteroid des Apollo-Typs, der am 28. Dezember 2005 im Rahmen des Spacewatch-Projekts von Robert S. McMillan am Steward Observatory des Kitt-Peak-Nationalobservatoriums auf dem Kitt Peak in Arizona entdeckt wurde. Er hat einen Durchmesser von etwa 400 m. Am 8. November 2011 um 23:28 UT hat der Asteroid die Erde in etwa dem 0,85-fachen der Monddistanz passiert. Seit der Annäherung von 2010 XC15 im Jahr 1976 kam kein Asteroid mit vergleichbarer Helligkeit der Erde mehr so nahe.

## Bewertung des Risikos eines Zusammenstoßes
Im Februar 2010 wurde der Asteroid mit dem Wert 1 auf der Turiner Skala beurteilt, was einen erdnahen Vorbeiflug anzeigt, der keine außergewöhnliche Gefährdung bedeutet. Am 19. April 2010 reduzierten Beobachtungen durch das Arecibo-Observatorium die Ungenauigkeiten bei der Berechnung des Orbits um 50 Prozent. Diese Verbesserung der Werte führte zu einem Ausschluss eines Zusammenstoßes mit der Erde innerhalb der nächsten einhundert Jahre. Am 22. April wurde der Asteroid deswegen von der Sentry-Liste entfernt.
Die NASA verfolgt die Bahn des Objekts auch mit den Antennen des Goldstone Deep Space Communications Complex und sammelt weitere Daten in einer Messkampagne u. a. mit den Anlagen Green-Bank, Very Large Array und Infrared Telescope Facility. (308635) 2005 YU55 wurde auch mit Herschel beobachtet.
Seine geringste Entfernung zur Erde beim Vorbeiflug 2011 erreichte (308635) 2005 YU55 am 8. November um 23:28 UT, wobei der Asteroid in etwa dem 0,85-fachen der Erde-Mond-Distanz an der Erde vorbeiflog. 0,85 Monddistanzen entsprechen 0,00217 Astronomische Einheiten (AE) oder 325.000 km. Seine geringste Nähe zum Mond erreichte der Asteroid einige Stunden später, am 9. November 2011 um 07:13 UT, mit 0,00160 AE (239.000 km). Während seiner Annäherung erreichte der Asteroid die scheinbare Helligkeit von 11 mag und konnte von Astronomen mittels Präzisionsferngläsern mit einem 80-mm-Objektiv oder größer beobachtet werden.
Der nächste bereits bekannte Asteroid, der der Erde ähnlich nahe kommt, ist (153814) 2001 WN5. Laut aktuellen Berechnungen wird er 2028 in einem Abstand von 0,00166 AE an der Erde vorbeifliegen.

## Künftige Bahn
Am 19. Januar 2029 wird (308635) 2005 YU55 in einer Entfernung von etwa 0,0022 AE (329.000 km) die Venus passieren. Diese Annäherung bestimmt, in welcher Entfernung der Asteroid 2041 an der Erde vorbeifliegen wird. Die derzeitigen Ungenauigkeiten in der Berechnung des Verlaufes nach 2029 führen zu einem Schwankungsbereich der Entfernung bei der Passage 2041, der von 0,002 AE (300.000 km) bis zu 0,3 AE reicht. Die Radarbeobachtungen des Asteroiden im November 2011 sollten mehr Klarheit über Annäherungen an die Erde im Jahr 2041 und später bringen. Nach am 4. November 2011 durchgeführten Messungen wird (308635) 2005 YU55 der Erde 2075 sogar bis auf 0,0013 AE (194.000 km) nahe kommen.

### Videos
- Asteroid 2005 YU55 nasa.gov, abgerufen am 7. November 2011
- First Movie of Asteroid 2005 YU55, Radarbeobachtung, nasa.gov, abgerufen am 9. November 2011